# Gustavo Wasa (Marchetti)
Gustavo Wasa è un dramma lirico in quattro atti, composto da Filippo Marchetti su libretto di Carlo d'Ormeville.

## Trama

### Atto primo
Le vicende riguardano l'eroe svedese Gustavo Wasa che si oppose a al Re di Danimarca, Cristiano I che aveva invaso la Svezia, aveva ucciso il padre e imprigionato Gustavo nel castello di Calloe.  L'eroe svedese riuscì a scappare e si innamorò di Romilia, figlia Osvaldo Ritter; che organizza la rivolta, ma allontana Gustavo perché intervenga in caso siano catturati, come avvenne e Cristiano I, attratto dalla bellezza di Romilia, la vuole alla sua corte. 

### Atto secondo
Romilia riesce ad ottenere dal re di Danimarca la salvezza del padre, che fugge nella speranza di poter vendicare la figlia. Gustavo riesce a corrompere una guardia e manda un biglietto a Romilia con un appuntamento, ma Cristiano lo scopre e obbliga Romilia ad incontrarlo e dirgli che ora ama il re. Gustavo deluso fugge e Romilia è disperata.

### Atto terzo
Gustavo in incognito si rifugia tra i minatori e organizza la rivolta in accordo con Osvaldo. Il giorno dell'Epifania, Gustavo vorrebbe attaccare, ma Osvaldo gli chiede di aspettare un giorno per mettere in salvo Romilia, che è triste e affranta. Gustavo prima si oppone, perché ritiene colpevole Romilia, ma alla fine acconsente rispettando l'amore del padre. Romilia è fuggita ed è inseguita dal re. Arriva esausta a casa del padre dove trova Gustavo e gli chiede perdono per averlo ingannato. Arrivano i soldati alla ricerca di Romilia e Osvaldo sobilla la rivolta svelando l'identità di Gustavo Wasa.

### Atto quarto
I festeggiamenti dell'ascesa al trono di Gustavo sono interrotti dall'arrivo di Romilia, ormai morente. La donna vuole vedere per l'ultima volta Gustavo per confessargli che l'ha sempre amata e ottenere il suo perdono prima di morire. Gustavo, felice di vederla, la ascolta, ma ormai serena Romilia muore. 

## Fortuna dell'opera
Dopo cinque anni dal grande successo ottenuto con Ruy Blas, Marchetti scrisse Gustavo Wasa, che però ebbe solo una tiepida accoglienza alla prima rappresentazione al Teatro alla Scala il 7 febbraio del 1875. Solo successivamente fu apprezzata sia dal pubblico, sia dalla critica. .SI riconobbe la grande attenzione agli aspetti legati all'orchestrazione e alla invenzione melodica: il critico Girolamo Alessandro Biaggi scrisse "è l'opera di un bellissimo ingegno e di un esimio artista; ed è una delle migliori che sieno uscite in questi ultimi anni" e riguardo al finale osservò che "è senza dubbio uno dei migliori pezzi dell'opera, non solo, ma uno de' migliori del Marchetti". 
Sia il libretto, sia lo spartito furono pubblicati da Francesco Lucca.
Il successo dell'opera è anche confermato da alcune fantasie composte su motivi dell'opera da Pietro Girompini e da Giovanni Menozzi.

## Rappresentazioni
| Data      | Luogo                         | Rappresentazione |
| --------- | ----------------------------- | ---------------- |
| 7/02/1875 | Milano, Teatro alla Scala     | prima assoluta   |
| 1877      | Firenze, Teatro della Pergola |                  |